# Meryem Bekmez
Meryem Bekmez (née le 31 juillet 2000 à Diyarbakır) est une athlète turque, spécialiste de la marche.
Après son titre lors des Championnats d'Europe jeunesse 2016, elle termine sur le podium lors des Championnats du monde jeunesse en 2017, lors des Championnats d’Europe juniors en 2017 et lors des Championnats du monde juniors en 2018 à Tampere. Elle remporte le 10 km junior de la Coupe d'Europe de marche 2019.

## Records
| Épreuve         | Performance             | Lieu    | Date          |
| --------------- | ----------------------- | ------- | ------------- |
| 10 km marche    | 43 min 23 s (NR)        | Antalya | 6 mars 2021   |
| 20 km marche    | 1 h 28 min 48 s (NR)    | Antalya | 27 mars 2021  |
| 20 000 m marche | 1 h 33 min 52 s 90 (NR) | Mersin  | 26 avril 2022 |